# The Telegraph (Calcuta)
The Telegraph es un periódico en inglés de la India fundado y publicado continuamente en Calcuta desde el 7 de julio de 1982. Es publicado por ABP Group y el periódico compite con The Times of India. Según la Audit Bureau of Circulations, tiene una circulación de 466 001 copias a julio-diciembre de 2016. El periódico es el quinto periódico en inglés más leído en India según Indian Readership Survey (IRS) de 2014.
The Telegraph tiene cinco ediciones: Calcuta, Bengala del Sur, Bengala del Norte, edición del Noreste (división de Guwahati), edición de Jharkhand (divisiones de Jamshedpur y Ranchi), Patna y Bhubaneshwar.

## Historia
The Telegraph se fundó el 7 de julio de 1982. El director de diseño del The Sunday Times de Londres, Edwin Taylor, diseñó el periódico y proporcionó un estándar en diseño y edición. En 31 años, se ha convertido en el diario en inglés de mayor circulación en la región oriental publicado desde Calcuta. En 1982, M. J. Akbar solía editar y diseñar el diario; por tanto, tuvo un gran impacto en el periodismo periodístico de la India.
The Telegraph es publicado por el grupo de medios Ananda Publishers estrechamente asociado con ABP Pvt. Ltd; el grupo también publica Anandabazar Patrika (un periódico en bengalí) desde el 13 de marzo de 1922. Aparte de los periódicos, el grupo incluso publicó publicaciones periódicas en bengalí e inglés como Anandamela, Unish-Kuri, Sananda, Anandalok, Desh, The Telegraph in Schools y Career.
Businessworld, que inicialmente formaba parte del ABP group, se vendió a Anurag Batra, de Exchange4Media y Vikram Jhunjhunwala, un banquero de inversiones por una cantidad no revelada.